# Poruba
Poruba (szlovákul Oravská Poruba) község Szlovákiában, a Zsolnai kerületben, az Alsókubini járásban.

## Fekvése
Alsókubintól 3 km-re délnyugatra, az Árva bal partján fekszik, Zábrezs és Geczelfalva tartozik hozzá.

## Története
A település a 14. században egy Nagyfaluhoz tartozó erdei irtáson keletkezett. 1350-ben még Jablonyként említik először. 1420-ban az árvai váruradalomhoz tartozott. 1474-ben említik először Poruba néven. 1624-ben 120 lakosa volt. 1683-ban lengyel-litván hadak pusztították el. Lakói mezőgazdasággal, kézművességgel foglalkoztak, közülük legtöbben csizmadiák, cipészek, méhészek voltak. 1728-ban egy malom működött a községben. 1778-ban 256 volt a lakosok száma.
A 18. század végén Vályi András így ír róla: „PORUBA. Tót falu Árva Vármegyében, fekszik Alsó Kubinhoz 3/4 mértföldnyire, földgyének középszerű mivóltához képest, második osztálybéli.”
1848-ig az árvai várnak fizette az adót.
Fényes Elek 1851-ben kiadott geográfiai szótárában így ír a faluról: „Poruba, tót falu, Árva vgyében, 42 kath., 407 evang. lak., 54 6/8 sessió. Sok len. Hires rákászat a patakjában. F. u. az árvai uradalom. Ut. p. Rosenberg.”
1899-ben nevét Ortásra magyarosították, de ez nem bizonyult maradandónak. A trianoni diktátumig Árva vármegye Alsókubini járásához tartozott.
1949-ben csatolták hozzá Zábrezs-t.

## Népessége
| Év:            | 1994. | 2004.    | 2014.    | 2024.   |
| -------------- | ----- | -------- | -------- | ------- |
| Emberek száma: | 809   | 907      | 1026     | 1083    |
| Eltérés:       |       | +12,11 % | +13,12 % | +5,55 % |

| Év:            | 2023. | 2024.   |
| -------------- | ----- | ------- |
| Emberek száma: | 1085  | 1083    |
| Eltérés:       |       | -0,18 % |

1910-ben 432, túlnyomórészt szlovák anyanyelvű lakosa volt.
2001-ben 911 lakosából 904 szlovák volt.
2011-ben 1025 lakosából 1005 szlovák volt.

## Külső hivatkozások
- Hivatalos oldal
- Községinfó
- Poruba Szlovákia térképén
- A község a régió információs oldalán
- E-obce.sk Archiválva 2008. december 5-i dátummal a Wayback Machine-ben

## Lásd még
- Zábrezs